# Mariella Mazzetto
Mariella Mazzetto (Padova, 31 marzo 1943) è una politica italiana.

## Biografia
Già più volte consigliere comunale a Padova e Abano Terme (PD) della Lega Nord, è stata deputata alla Camera per due legislature e sottosegretario di stato per la pubblica istruzione nel primo Governo Berlusconi I.